# Antipatharia
Antipatharia é uma ordem de Anthozoa (corais pertencentes ao filo Cnidaria) de profundidade e com aspecto de arbustos relacionados com as anémonas. Apesar de ocorrerem essencialmente nos trópicos, podem também ser encontrados em águas não-tropicais pouco profundas, como em Milford Sound, Nova Zelândia, onde podem ser observados a partir de um observatório subaquático. 
Os membros desta ordem, apesar de possuírem um tecido vivo com colorações brilhantes, possuem um esqueleto de cor negra ou castanha escura. Devido a isto são também conhecidos como corais negros. Uma outra característica única deste grupo são os pequenos espinhos que revestem a superfície do seu esqueleto, pelo que também podem ser chamados de corais espinhosos.
Em havaiano, o coral negro designa-se ‘ēkaha kū moana e é a pedra preciosa oficial do estado do Hawaii. O coral negro encontra-se incluído no Apêndice II da Convenção sobre o Comércio Internacional das Espécies da Fauna e da Flora Selvagens Ameaçadas de Extinção (CITES).